# Thietmar (Chur)
Thietmar († 29. Januar 1070) war Bischof von Chur.

## Leben und Wirken
Thietmar ist von 1040 bis 1070 als Bischof von Chur bezeugt. Im Jahr 1043 nahm er am Begräbnis der Kaiserin Gisela in Speyer teil. 1046/1047 und 1049 war er kaiserlicher Gesandter in Italien, ebenso 1053, wohl im Gefolge von Papst Leo IX. Im Jahr 1057 war Thietmar bei der Investitur Bischof Gundhars von Eichstätt in Speyer anwesend. Thietmar empfing 1050 von König Heinrich III. Wälder mit dem Königsbann zwischen Grabs und Buchs sowie beidseits des Rheins vom Versamer Tobel bis zur Landquart und zur Tamina. 1040 und 1061 liess er von König Heinrich III. bzw. Heinrich IV. Privilegien und Besitz des Hochstifts Chur bestätigen.